# Molinara
Molinara là một đô thị ở tỉnh Benevento trong vùng Campania, có vị trí khoảng 80 km về phía đông bắc của Napoli và khoảng 20 km về phía đông bắc của Benevento. Tại thời điểm ngày 31 tháng 12 năm 2004, đô thị này có dân số 1.907 người và diện tích là 24,1 km².
Molinara giáp các đô thị: Foiano di Val Fortore, San Giorgio La Molara, San Marco dei Cavoti.